# Bridge router
Een bridge router of "brouter" (porte-manteau van bridge en router), is een router die tevens als bridge kan worden gebruikt, waardoor er niet per se een routeerbaar netwerkprotocol nodig is om twee incompatibele netwerken aan elkaar te koppelen. Een bridge router kan dus dikwijls overweg met zowel routeerbare als niet-routeerbare netwerkprotocollen. Ook kan een bridge router een wel-routeerbaar protocol gebruiken en toch als bridge functioneren om enkel één netwerk of subnet uit te breiden en dit niet verder op te splitsen in subnetten.